# بریجتون (نیوجرسی)
بریجتون (به انگلیسی: Bridgeton) شهری در ایالت نیوجرسی کشور ایالات متحده آمریکا است که جمعیت آن در سرشماری سال ۲۰۱۰ میلادی، ۲۵٬۳۴۹ نفر بوده‌است.